# Анна Пророчиця (Старий Завіт)

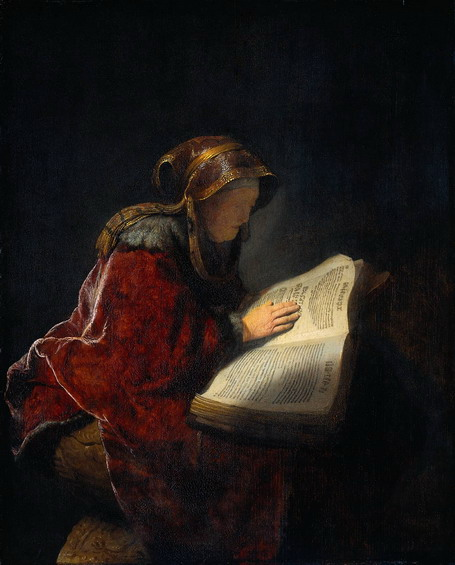
Анна Пророчиця (Рембрандт, 1631)

Анна Пророчиця (івр. חנה, hannāh, «повна ласки») — дружина Елкана, мати пророка Самуїла .
Анна була одною з двох дружин Елкана — чоловіка з племені Левія та проживала разом із чоловіком у Раматаїмі. Анна сильно тужила, що не мала дітей і багато молилася Богу. Одного разу в Шіло, вона молилася, впавши перед Господом, і промовила обітницю Богу, що як Він дасть їй сина, то син її стане назореєм. Первосвященик Елі, побачивши як ворушаться її губи, прийняв Анну за п'яну і докоряв їй. Але Анна розповіла йому про своє горе, і Елі вимовив: «Іди в мирі, й нехай Бог Ізраїля дасть тобі те, про що його благала» .
Після цього вона зачала і народила Самуїла («випрошений у Господа»). Коли хлопчик підріс, його відвели в Шіло до Елі і присвятили Господу. Самуїл  залишився при Скинії служити Господу. Згодом Анна мала ще трьох синів і двох дочок.
Перші 10 віршів другої глави Першої Книги Самуїла є записом її пісні хвали Господу за те, що Він відповів на її молитву. Анна також вважається пророчицею, тому що в цьому біблійному фрагменті вона пророкує і грядучого Помазаника та наступний Суд Божий.